# インドネシア沿岸警備隊
インドネシア沿岸警備隊（インドネシア語：Kesatuan Penjagaan Laut dan Pantai Republik Indonesia - KPLP ）はインドネシアの政府機関、同国の沿岸警備隊で、インドネシアの海域における船舶の安全確保を主な任務としている。

## 解説
KPLPは、政策、ガイドライン、基準、手順の策定と実施、および巡視と警備、安全監視と公務員調査官（PPNS）、船舶の秩序、水、沿岸警備と海洋警備の施設とインフラストラクチャに関する技術指導、評価と報告の任務を負っている。 KPLPはインドネシア運輸省の海運総局の管轄下にある。 そのため、KPLPはインドネシア運輸大臣に直属する。 KPLPはインドネシア国軍とは無関係であるが、しばしばインドネシア海軍と合同演習や合同作戦を行う。
オランダ植民地時代、オランダ領東インドの海と海岸を守るため、植民地政府の下に海上沿岸警備隊（オランダ語：Zee en Kustbewaking Dienst）という機関が設立された。オランダがインドネシアの独立を承認した後、この機関はインドネシア政府に引き継がれ、海洋沿岸警備隊（インドネシア語：Dinas Penjagaan Laut dan Pantai Indonesia）に改名された。その後、数回名称を変更し、現在の名称となった。
なお、KPLPはインドネシア海上保安庁（インドネシア語：Badan Keamanan Laut Indonesia - Bakamla）とは無関係である。前者はインドネシア運輸省の管轄下にあり、後者はインドネシア政治・法律・安全保障担当調整省の管轄下にある。しかし、両機関は同様の役割と機能を持ち、共同作戦や共同演習、シミュレーション演習を実施することが多い。